# 叶炳华
叶炳华，广东南海人，清朝政治人物。进士出身。

## 生平
叶炳华为道光三十年庚戌科进士。同治六年(1867年)接替张梦元任邵武府知府一职，同治十年(1871年)由沈赓扬接任。